# Duas Serras
Duas Serras é um distrito brasileiro, que pertence ao município de  Antas, região norte da Bahia.
Segundo dados obtidos pelo site da SEI Superintendências de estudos econômicos e sociais da Bahia, em base com dados do IBGE, a população do distrito era estimada em 2.384 no ano de 2000.
| Nome        | Categoria | Clima      | Estado/País   |
| ----------- | --------- | ---------- | ------------- |
| Duas Serras | Distrito  | Semi-Àrido | Bahia, Brasil |

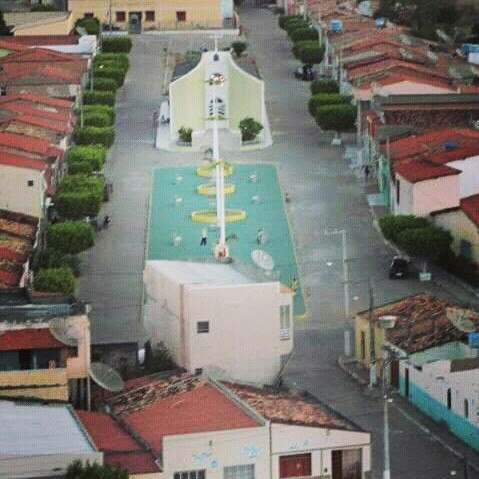
Vista a rua da igreja um marco principal de Duas Serras.

Como quase todas cidades do nordeste brasileiro a economia vem principalmente da agricultura, principalmente com o plantio do tabaco (Fumo de corda), milho e feijão.